# Sint-Jozefkerk (Kaalheide)
De Sint-Jozefkerk is een kerkgebouw in de wijk Kaalheide in Kerkrade in de Nederlandse provincie Limburg. De kerk staat aan de Kapelweg en voor de linker zijgevel ligt een Lourdesgrot.
De kerk is gewijd aan Sint-Jozef.

## Geschiedenis
In 1928 werd de kerk gebouwd naar het ontwerp van architect Hubert van Groenendael.
In 1938 werd de Lourdesgrot gebouwd in kunststeen.
Sinds 2001 is de kerk samen met de Lourdesgrot een rijksmonument.

## Opbouw
Het georiënteerde kerkgebouw is een kruiskerk met invloeden van het eclecticisme opgetrokken in Nievelsteiner zandsteen, mergel en hardsteen. Het bestaat uit een toren rechts naast de frontgevel geplaatst, een narthex, een driebeukig schip met drie traveeën in pseudobasilicale opstand, een transept en een koor met een travee en apsis. De toren heeft een balustrade met daarboven twee galmgaten iedere gevel en bekroond door een peerspits (ui) op een verzonken tentdak. Op de kruising heeft men een angelustoren met peerspits gebouwd. Het schip, transept en het koor worden onder een zadeldak gedekt. Het dak van het middenschip loopt in de zijbeuken over, maar lopen deels uit in topgevels met zadeldaken.